# 天使経
『天使経』（てんしきょう、巴: Devadūta-sutta, デーヴァドゥータ・スッタ）とは、パーリ仏典経蔵中部に収録されている第130経。
類似の伝統漢訳経典としては、『中阿含経』（大正蔵26）の第64経「天使経」や、『鉄城泥犁経』（大正蔵42）、『閻羅王五天使者経』（大正蔵43）等がある。
釈迦が、比丘たちに、天使（真理の気付きのきっかけ）を見落とし、地獄に落ちる悪人について説いていく。

## 構成

### 登場人物
- 釈迦

### 場面設定
ある時、釈迦は、サーヴァッティー（舎衛城）のアナータピンディカ園（祇園精舎）に滞在していた。
釈迦は比丘たちに、人には三業（身口意）による善人と悪人の二門があり、悪人は地獄に行くことが説かれる。
そこでは、閻魔に生前に生老病肥死といった天使（気付きのきっかけ）を見なかったか問われ、それらを見落とし、善を積むことを怠っていたことを自覚させられた上で、地獄の責め苦を受けることになるという。そして、閻魔はその様を見ながら、人間界に生まれ変わり、仏陀に習って輪廻を越えたいと考えたという。

## 日本語訳
- 『南伝大蔵経・経蔵・中部経典4』（第11巻下） 大蔵出版
- 『パーリ仏典 中部（マッジマニカーヤ）後分五十経篇II』 片山一良訳 大蔵出版
- 『原始仏典 中部経典4』（第7巻） 中村元監修 春秋社